# Qarabattaq Adası
Qarabattaq Adası (ryska: Ozero Ballaniy Kamen’) är en ö i Azerbajdzjan.   Den ligger i distriktet Baku, i den östra delen av landet, 50 km öster om huvudstaden Baku.